# Sumpetar
Sumpetar je naselje u općini Dugi Rat, u Splitsko-dalmatinskoj županiji.

## Zemljopisni položaj
Sumpetar se smjestio na Jadranskoj magistrali, 17 km jugoistočno od Splita i 6 km sjeverozapadno od Omiša, podno brda Perun.

## Gospodarstvo
Većina ljudi u Sumpetru bavi se turizmom.

## Stanovništvo
Broj stanovnika kreće se oko 550.

## Povijest
Sumpetar se prvi put spominje 1080. godine, za vrijeme vladavine splitskog plemića Petra Crnog Gumaja, koji je u neposrednoj blizini Sumpetra podigao samostan. U tom samostanu se čuvao poznati Sumpetarski kartular, koji se danas čuva u Arhivu kaptola u Splitu.

## Šport
Vaterpolski klub "Sumpetar", osnovan 2003. godine.